# Oudemanskreek
De Oudemanskreek is een kreek in het Meetjeslands krekengebied ten zuiden van de tot de Oost-Vlaamse gemeente Sint-Laureins behorende plaats Waterland-Oudeman.
Deze noord-zuid verlopende kreek sluit in het zuiden aan op de Oostpolderkreek en heeft een wisselende breedte. Halverwege vindt men de herberg De Roste Muis en in het zuiden de Torenhoeve.
Ter hoogte van de Roste Muis bevindt zich, in het water, de beeldengroep Als de vos de passie preekt, boer let op uw ganzen, van Chris Ferket (1995), een speelse verwijzing naar het epos Van den vos Reynaerde, dat zich in deze omgeving zou hebben afgespeeld.
Voor de overstroming van 1375 stond vlakbij (in de wijk Goedleven) het klooster Elmare, dat in het dierenepos voorkomt wanneer Reynaert aan Canteclaer verzekert geen vlees meer te eten en als boeteling een pelgrimsstaf en -kleed meenam uit Elmare (Hi toechde mi palster ende slavine Die hi brochte van der Elmare).
Het gebied is Europees beschermd als onderdeel van Natura 2000-gebied 'Polders' (BE2500002). 